# Emma Bachmayer
Emma Susanna Katharina Bachmayer (* 28. März 1898 in Oftersheim; † nach 1969) war eine deutsche Landfrau und Bäuerin.

## Leben
Bachmayer war von 1935 an als Lehrfrau mit Berechtigung zur Ausbildung von Landfrauen tätig. Nach dem frühen Tod ihres Mannes bewirtschaftete sie gemeinsam mit ihrem Sohn den 20 ha großen Hof in Oftersheim. 1945 wurde sie zur Vorsitzenden des Landfrauenvereins Nordbaden gewählt. Sie hielt Vorträge, in denen sie unter anderem über die neuesten Arbeitsmethoden referierte.
Für ihre bleibenden Verdienste in der Ausbildung und Beratung der Landfrauen wurde sie am 28. Dezember 1951 als erste Frau mit dem Bundesverdienstkreuz in der Stufe am Bande und 1969 mit der 1. Klasse ausgezeichnet.
| Personendaten    | Personendaten                                                                                         |
| ---------------- | --- |
| NAME             | Bachmayer, Emma                                                                                       |
| ALTERNATIVNAMEN  | Bachmayer, Emma Susanna Katharina (vollständiger Name); Koppert, Emma Susanna Katharina (Geburtsname) |
| KURZBESCHREIBUNG | deutsche Landfrau und Bäuerin                                                                         |
| GEBURTSDATUM     | 28. März 1898                                                                                         |
| GEBURTSORT       | Oftersheim                                                                                            |
| STERBEDATUM      | nach 1969                                                                                             |